# Leu Šnirelman
Leu Genrikavič Šnirelman (bělorusky: Леў Генрыкавіч Шнірэльман), v poruštěné podobě Lev Genrichovič Šnirelman, v anglosaských zemích uváděn jako Lev Schnirelmann (2. leden 1905, Homel - 24. září 1938, Moskva) byl běloruský matematik židovského původu, který většinu života prožil v Moskvě.
Narodil se v rodině učitele. Matematiku na Moskevské státní univerzitě začal studovat již v 16 letech, absolvoval v roce 1925. Poté zde studoval postgraduálně pod vedením Nikolaje Luzina a byl součástí kruhu jeho talentovaných žáků, jež byl zván "Luzitania". V roce 1929 začal pracovat v Donském polytechnickém ústavu v Novočerkassku. Za rok se vrátil na moskevskou univerzitu, za rok pak odjel studovat do Göttingenu. V roce 1933 se stal členem Sovětské akademie věd. V letech 1934 až 1938 pracoval ve Steklovově matematickém institutu. V roce 1938 spáchal z nejasných důvodů sebevraždu. Podle matematika Eugene Dynkina tak učinil poté, co se ho NKVD pokusila naverboval jako informátora. Existuje i teorie, že byl tajnou policií zabit. Matematik Lev Pontrjagin tvrdil, že se Šnirelman zabil, neboť neunesl, že již nedosahuje takových matematických výsledků jako v minulosti.
Je znám díky pokusům o důkaz Goldbachovy hypotézy. Tato snaha nebyla úspěšná, ale podařilo se mu dokázat platnost slabší verze této hypotézy. Kromě teorie čísel se zabýval především topologií a diferenciální geometrií. Spolupracoval především s Lazarem Ljusternikem, společně s nímž zavedl koncept tvz. Ljusternikovy-Šnirelmanovy kategorie, která poskytuje globální invariant prostorů. Společně také dokázali teorém tří geodetik.